# Guitar Town
Guitar Town ist das Debütalbum des amerikanischen Country-Musikers Steve Earle. Das Musikmagazin Rolling Stone führt es auf Platz 482 seiner Liste der 500 besten Alben aller Zeiten.

## Wissenswertes
Steve Earle wurde 1983 von Epic Records unter Vertrag genommen und nahm für sie ein Album auf. Nach zwei Jahren Uneinigkeit zwischen ihm und dem Plattenlabel löste Epic den Vertrag, ohne das fertige Album zu veröffentlichen. Auf der Suche nach einem neuen Plattenvertrag nahm Earle ein Demo auf. Emory Gordy, ein Tontechniker, mit dem Earle schon früher zusammengearbeitet hatte, stellte den Kontakt zu Tony Brown und Jimmy Bowen vom Majorlabel MCA her. Dieses machte Earle ein Angebot, noch bevor er alle Titel für das Album geschrieben hatte. Zwar wird Brown in den Credits als Produzent des Albums geführt, den typischen Gitarrensound verdankt es jedoch dem Session-Bassisten und Co-Songwriter Richard Bennett. Das Album erhielt nur wenig Rückmeldung seitens der Plattenfirma, die es als Privatprojekt von Tony Brown ansah:

“I turned [Guitar Town] in and I didn’t hear any response … I said 'What do you think? What are the singles?' and somebody in the company said ‘There are no singles.’”

„Ich gab [Guitar Town] weiter und ich bekam keinerlei Antwort … Ich sagte ‚Was denkt ihr? Was nehmen wir als Singles?‘ und irgendwer im Unternehmen sagte ‚Es gibt keine Singles.‘“

Earle geriet zwischen die Fronten innerhalb von MCA, als Ausdruck dessen spielte er auf der Tournee zum Album einen Abend im Vorprogramm von Country-Legende George Jones und am nächsten Abend für die Punkband The Replacements. Er nahm Drogen und geriet mit dem Gesetz in Konflikt. Trotz der ungünstigen Gesamtumstände war das Album ein kommerzieller Erfolg und wurde wegen der Einflüsse aus der Rockmusik insbesondere von Medien positiv aufgenommen und von einigen Kritikern mit Bruce Springsteen verglichen. Tatsächlich hatte Steve Earle im Vorfeld der Aufnahmen im Tonstudio ein großes Arena-Konzert von Springsteen besucht, aus dem Earle reichlich Inspiration für sein persönliches Songwriting zog, was schließlich in das Album "Guitar Town" einfloss.
Das Album war eines der ersten Country-Alben, das digital aufgenommen, abgemischt und gemastert wurde. Begleitet wurde Earle bei den Aufnahmen von seiner Live-Band The Dukes.

## Titelliste
1. Guitar Town (Earle) – 2:33
2. Goodbye’s All We’ve Got Left (Earle) – 3:16
3. Hillbilly Highway (Earle, Hinson) – 3:36
4. Good Ol’ Boy (Gettin’ Tough) (Bennett, Earle) – 3:58
5. My Old Friend the Blues (Earle) – 3:07
6. Someday (Earle) – 3:46
7. Think It Over (Bennett, Earle) – 2:13
8. Fearless Heart (Earle) – 4:04
9. Little Rock ’n’ Roller (Earle) – 4:49
10. Down the Road (Brown, Earle, Hinson) – 2:37

## Rezeption
In einem zeitgenössischen Review des Magazins Spin bezeichnete der Rezensent das Album als Spiegelbild der Reagan-Ära in den USA und merkt an, dass Guitar Town nur etwas für Hörer auf der Suche nach Zerstreuung sei, musikalisch sehr gut, aber mit seinen kritischen Texten „ernüchternd [und] nichts für glühende Liberale“. Das Onlinemagazin Rocktimes nennt das Album ein „bahnbrechendes Debüt“. Mark Deming von Allmusic nennt das Stück „Someday“ den „vielleicht besten Bruce-Springsteen-Song, den ‚der Boss‘ [Anm.: Spitzname von Springsteen] nicht geschrieben hat“ und hält das Album für „vielleicht eines der stärksten und überzeugendsten Debütalben der 1980er Country-Musik“.

## Kommerzieller Erfolg

### Chartplatzierungen
Es erreichte Platz 89 der Billboard 200, war insgesamt 63 Wochen in den Top Country Albums und erreichte dort Platz 1.
| ChartsChartplatzierungen       | Höchstplatzierung | Wochen |
| ------------------------------ | ----------------- | ------ |
| Vereinigte Staaten (Billboard) | 89 (20 Wo.)       | 20     |

### Auszeichnungen für Musikverkäufe
Das Album erhielt 1999 in den USA Gold-Status für 500.000 verkaufte Einheiten.
| Land/Region               | Auszeichnungen für Musikverkäufe (Land/Region, Auszeichnung, Verkäufe) | Verkäufe |
| ------------------------- | ---------------------------------------------------------------------- | -------- |
| Vereinigte Staaten (RIAA) | Gold                                                                   | 500.000  |
| Insgesamt                 | 1× Gold ·                                                              | 500.000  |